# Littérature ukrainienne
On entend par littérature ukrainienne la littérature de langue ukrainienne (tous dialectes ukrainiens (en) confondus). Elle comprend aussi bien les œuvres écrites (et orales) en Ukraine (en toute langue (minoritaire ou non)), que celles créées par la diaspora ukrainienne.
Les œuvres produites en russe ou biélorusse (langues slaves orientales) ou en polonais (langues slaves occidentales) sont généralement considérées comme faisant partie respectivement des littératures russe, biélorusse ou polonaise. Idem des œuvres en yiddish, en tatar, en grec, etc.
Le développement de la littérature ukrainienne a été entravée par l’absence prolongée d’un État ukrainien indépendant. Lors des dominations étrangères (polonaise, russe, autrichienne, etc.) la langue ukrainienne fut reléguée au deuxième plan et souvent  interdite.

## Histoire pré-moderne

### Tradition orale
La tradition orale est liée à la musique ukrainienne traditionnelle : chants paysans, chants religieux, chants épiques, (tous dialectes ukrainiens (en) confondus)
Des cultures proto-historiques de la région, puis des entités du Haut Moyen Âge (Empire hunnique, Onoghours, Avars, Ancienne Grande Bulgarie, Empire khazar, Khanat bulgare de la Volga, Khaganat de la Rus'), il reste peu de textes dans les langues slaves orientales.

### Moyen Âge
La principauté slave-orientale connue comme Rus' de Kiev (882-1240), ou Ruthénie prémongole, constitue pendant près de trois cents ans un État puissant, vaste, multi-ethnique et multi-culturel, qui connaît son âge d'or sous les règnes de Vladimir le Grand (980-1015) et de son fils Iaroslav le Sage (1019-1054), avec la maîtrise de la route commerciale des Varègues aux Grecs et de la route commerciale de la Volga.
La conversion officielle au christianisme orthodoxe date de 988 : un missionnaire grec, Cyrille, convertit l’aristocratie kiévienne (surtout varègue) et la majorité de la population au christianisme. La christianisation de la Rus' de Kiev est dans la réalité plus complexe, et plus ancienne si l'on tient compte de la Tauride-Crimée (thème byzantin de Cherson) et des Grecs pontiques. Et les premières connaissances en mythologie slave viennent de ces missionnaires chrétiens non-slaves. Le métropolinat de Kiev, créé vers 988, reste dans le patriarcat œcuménique de Constantinople jusque vers 1580.
Hilarion (métropolite de Kiev) (990-1055) rédige un célèbre Sermon sur la loi et la grâce (en) (Slovo o zakone, Moiseom dannom, i blagodati i o istine, Sermon sur la loi donnée par Moïse, la grâce et la vérité), rédigé entre 1037 et 1050.
Les grands textes littéraires sont des chroniques et/ou des épopées, seulement connues par des copies et/ou traductions tardives, et que diverses langues s'autorisent à revendiquer comme textes fondateurs (chroniques russes et ukrainiennes) : 
- Chronique des temps passés (réputée du moine Nestor, compilée en 1111-1113),
- Le Dit de la campagne d'Igor (vers 1200),
- Chronique de Kiev (vers 1200).

L'invasion mongole de l'Europe s'épuise dans l'invasion mongole de la Rus' de Kiev (1223-1240), qui fait éclater la Rus' de Kiev en divers pouvoirs régionaux, dont les plus notables demeurent la principauté de Galicie-Volhynie (1180-1352) et le grand-duché de Lituanie (1236-1569).
La Rousskaïa Pravda (Justice de la Rus' de Kiev, vers 1280) est considérée comme la première constitution d'État ukrainienne.
Le dernier grand texte littéraire parvenu est la chronique galicienne-volhynienne (en) (vers 1300), dernier élément de la trilogie de la chronique d'Ipatiev.
Les deux seules langues d'écriture, pour la minorité lettrée, principalement en monastères (liste des monastères ukrainiens, dont la Laure des Grottes de Kiev), sont longtemps le latin et le vieux-slave (devenant slavon d'église). Le grec médiéval (ou grec byzantin) est d'usage dans les relations diplomatiques avec l'Empire byzantin.
En ukrainien (et autres langues slaves orientales), subsiste la production de chants rituels agricoles, et de récits épiques transmis par des musiciens itinérants aveugles (kobzari, bandouriste (en)), s'accompagnant à la kobza, à la bandoura ou à la vielle à roue (lira ukrainienne (en)). La préservation de la musique kobzar (en) est considérée comme nécessaire dès les années 1900 : des enregistrements sont réalisés, désormais numérisés. Ce serait une des sources de la douma, qui semble apparaître au XVIe siècle sous la forme reconnue. Mais, sous régime communiste, très vite, particulièrement au congrès de Kharkiv (1932), c'est la persécution des kobzaris et bandouristes (en). Depuis cette époque, une tradition se reconstitue : Kyiv Bandurist Capella (en), Ukrainian Bandurist Chorus (en), Liste mondiale d'ensembles banduristes (en).

### Renaissance
L'humanisme de la renaissance et de la réforme protestante suscitent les débats :
- Iouriy Drohobytch (1450-1494), astronome, astrologue, médecin et philosophe ukrainien établi en Italie,
- Paweł z Krosna (pl) (1470-1517), Paulus Joannes De Crosno, Ruthenus, poète, traducteur, humaniste,
- Stanisław Orzechowski (1513-1566), prêtre, catholique, humaniste, démocrate,
- Konstanty Wasyl Ostrogski (1526-1578), prince, staroste, maréchal, voïvode,
- Hipacy Pociej (1541-1613), métropolite, écrivain, polémiste, théologien,
- Pamwo Berynda (en) (vers 1550-1632), ruthène, lexicographe,
- Ivan Vichenski (vers 1550-1620), orthodoxe, moine, polémiste (anti-catholique, anti-uniate), au mont Athos
- Zacharias Kopystenski (de) (?-1627), orthodoxe, théologien...

L'Académie d'Ostrog (1576) publie sa traduction de la Bible en vieux slavon, la Bible d'Ostrog (1580).
La Douma (épopée ukrainienne) est poème épique chanté qui a pris naissance en Ukraine à l'époque des cosaques Hetmanate au XVIe siècle.
Se constituent également les réalités et les mythes concernant les Cosaques, et particulièrement les Cosaques zaporogues et les cosaques Mamaï.

### XVIIeetXVIIIesiècles
L'Union de Brest (1595, puis 1596) entraîne des polémiques entre jésuites-catholiques et orthodoxes, des luttes confessionnelles, et la création de l'Église grecque-catholique ukrainienne (uniate).
En 1632 est créée l'Académie (orthodoxe) Mohyla de Kiev, future Université nationale Académie Mohyla de Kiev.
Quelques grands noms méritent d'être mentionnés :
- Mélétius Smotritski (de) (1577-1633),
- Pierre Movilă (1596-1646), métropolite, fondateur de l'académie, auteur du descriptif liturgique Liturgiarion (1629),
- Ivan Vyhovsky (1608-1664), hetman cosaque (1657-1659),
- Jan Tomasz Józefowicz (pl) (1662-1738), prêtre, catholique, historien,
- Théophane Prokopovitch (1681-1736), moine ukrainien et russe,
- Grigori Skovoroda (1722-1794), philosophe, poète, chantre, pédagogue, en latin et vieux-slave,
- Vassili Kapnist (1758-1818) théâtre et poésie...

Vers 1760, dans une Ukraine éclatée entre royaumes et empires (république des Deux Nations, royaume de Hongrie Empire russe, empire d'Autriche), s'amorce une renaissance ukrainienne, qui va participer au printemps des peuples.

## Histoire moderne et contemporaine

### 1798 – 1917
Jusqu’au début du 19e siècle, la langue écrite diffère significativement de la langue parlée. La littérature ukrainienne moderne naît au XIXe siècle. Des écrivains de la nouvelle génération commencent alors à écrire en langue du peuple, cherchant la codification qui refléterait la prononciation.

#### Première moitié du19esiècle
Cette vague commence avec Ivan Kotliarevsky (1769-1838), dont le poème Eneyida (ukrainien : Енеїда) (1798) est considéré comme la première œuvre en ukrainien moderne. Sa pièce de théâtre Natalka Poltavka est devenue un classique de la littérature ukrainienne, jouée encore aujourd’hui dans de nombreux théâtres de l’Ukraine.
- Hryhoriy Kvitka-Osnovianenko (Grigori Kvitka-Osnovianenko, 1778-1843), nouvelliste
- Ostap Veressaï (1803-1890), kobzar, ménestrel, poète, interprète de poèmes épiques douma, inspirateur de l'ethnomusicologue Mykola Lyssenko (1842-1912)
- Mikhaïl Maximovitch (1804-1873), historien, folkloriste, Chansons petit-russiennes, Chansons populaires ukrainiennes
- Ismaïl Sreznevski (1812-1880), écrivain, philologue et paléographe Antiquités zaporogues (1833-1838)

Mais c’est l’œuvre de Taras Chevtchenko (1814-1861), fils de paysans serfs qui a eu la chance d’être libéré et de recevoir de l’éducation, qui marque véritablement la renaissance littéraire ukrainienne. Chevtchenko écrit ses poèmes en s'inspirant de l’histoire ukrainienne telle qu'elle est transmise par des chants populaires, ainsi que de la vie quotidienne des paysans, marquée par des souffrances dues à la pauvreté mais surtout au servage.
Dans le poème Caucase (1843), il se solidarise avec la lutte des peuples du Caucase contre la domination russe.
La popularité de Chevtchenko est énorme et contribue à l’émergence de la conscience nationale sur les terres ukrainiennes tant dans l'Empire russe que dans l'Empire autrichien.

#### Seconde moitié du19esiècle
En Ukraine occidentale, l’écrivain socialiste Ivan Franko (1856-1916) est un des promoteurs des œuvres de Chevtchenko.
Parmi les écrivains de la même époque, on peut également citer
- Panteleïmon Koulich (1819-1897), poète, critique, folkloriste, traducteur, Le Conseil de la plèbe (1857)
- Marko Vovtchok (Maria Aleksandrovna Vilinska) (1833-1907), Récits populaires (1858), Maroussia (1871)
- Ivan Netchouï-Levytsky (1838-1918), nouvelliste, romancier, Mykola Dzerja (1878), Au bord de la Mer Noire (1890)
- Mykhaïlo Drahomanov (1841-1895)
- Panas Myrny (1849-1920), nouvelliste, Les Chevaux se battent quand il n'y a pas de foin dans le râtelier (1880)
- Borys Hrintchenko (1863-1910), prosateur, historien
- Tymofi Bordouliak[2] (1863-1936), prosateur, Nos Proches (1899)
- Olha Kobylianska (1863-1942), romancière, féministe, Un dimanche à l'aube elle cueillait des simples (1909)
- Mykhaïlo Kotsioubynsky (1864-1913), romancier, Fleur de pommier (1902), Fata Morgana (1903-1910), Les Ombres des ancêtres oubliés (1911) (qui inspire Les Chevaux de feu de Sergueï Paradjanov)
- Lessia Oukraïnka (1871-1913), écrivaine, critique, poétesse, féministe, dramaturge, Chant des forêts (1911)
- Łeś Martowycz (de)[3] (1871-1916), nouvelliste, romancier
- Vassyl Stefanyk (1871-1936) (en ruthène), journaliste, politique, romancier, Le Livret bleu (1897), La Croix de pierre (1900)
- Volodymyr Hnatiouk (1871-1926), ethnographe, journaliste, écrivain, traducteur
- Hnat Khotkevytch[4] (1877-1938), écrivain, ethnographe, musicologue, dramaturge

Dès la fin du XIXe siècle, l’usage de l’ukrainien est interdit dans l'Empire russe : circulaire de Valuev (en) (1863), puis oukase d'Ems (1876).
À cela s’ajouta la censure tsariste. Bien que l'interdiction de la langue soit levée au début du XXe siècle, les périodiques de langue ukrainienne mènent une vie précaire, menacés de fermeture pour des raisons politiques. À cette époque, la russification reste la politique officielle de l’Empire. La situation est différente en Galicie, où le pouvoir autrichien permet une certaine liberté d’expression et ne cherche pas à assimiler ses sujets ukrainiens.

### Indépendance de l’Ukraine (1918-1920)

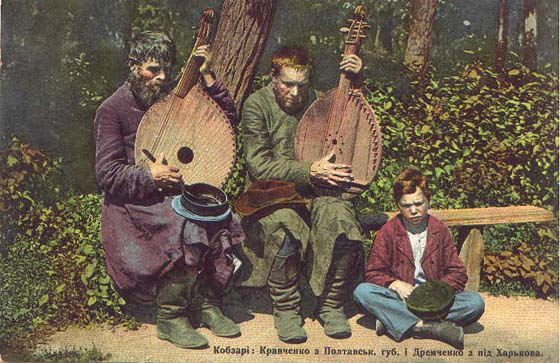
Kobzars, Kharkov, 1902.

Après la chute de la monarchie russe (1917), l’Ukraine proclame son autonomie, puis, lorsque le conflit armé avec les Bolcheviques s’intensifie, l’indépendance (1918). De nombreux écrivains participent au gouvernement, à l’administration et aux troupes indépendantistes (Volodymyr Vynnytchenko est un des chefs du nouvel État). Après la chute de la République populaire ukrainienne et de la république populaire d'Ukraine occidentale, beaucoup partent en exil, alors que d’autres s’allient au gouvernement soviétique (ou, en Ukraine de l’Ouest, cessent la lutte contre la Pologne et la Roumanie).

### Renaissance fusillée(1920-1930)
Dans les années 1920, l’Ukraine de l’Est connaît le mouvement d’ukrainisation (et d'indigénisation), un ensemble de mesures visant à protéger la langue ukrainienne. Cette époque voit l'éclosion de toute une génération d'écrivains talentueux, dont
- Les Kourbas (1887-1937), dramaturge
- Mykhailo Drai-Khmara (de) (1889-1939)[5], poète, traducteur, linguiste
- Mykola Zerov (1890-1937), poète
- Pavlo Petrovitch Filipovych (uk) (1891-1937), poète
- Iouri Klen (de) (1891-1947), poète
- Pavlo Tytchyna (1891-1967), poète, Clarinettes du soleil (1918)
- Petro Pantch (en) (1891-1978), écrivain, dramaturge
- Mykola Koulich (1892-1937), dramaturge
- Mykola Khvyliovy[6] (1893-1933), écrivain, poète, Le Rédacteur Klark
- Maïk Johansen (1895-1937), poète, dramaturge, traducteur, cofondateur de Vaplite
- Mykhaïlo Ialovy (en) (1895-1937), poète, futuriste, prosateur, dramaturge
- Maxime Rylski (1895-1964), poète, journaliste, académicien, Sous les étoiles de l'automne (1918), Le lointain bleu (1922)
- Valérian Pidmohylny (1901-1937), écrivain, traducteur
- Hryhorii Epik (1901-1937), écrivain, journaliste
- Iouri Ianovski (de) (1902-1954)[7], romancier, Les cavaliers[8], Quatre sabres
- Mykola Bajan (1904-1983), écrivain, poète, politique
- Oulas Samtchouk (1905-1987), écrivain, romancier, journaliste, Volhynie (1934)
- Ivan Bagriany (1906-1963), écrivain, dramaturge, essayiste, Le Jardin de Gethsémani (1950)
- Iryna Vilde (1907-1982), écrivaine, nouvelliste et critique littéraire
- Vassyl Barka (1908-2003), poète, romancier, essayiste, Le Prince jaune (1963)
- A. Domontovitch (?), romancier, Docteur Seraphicus (publié en exil à Munich en 1947)

Dans les années 1930, ayant renforcé son pouvoir personnel, Joseph Staline met fin à l’ukrainisation. La plupart des membres de la « Renaissance » des années 1920 sont emprisonnés au Goulag. Beaucoup d'entre eux sont par la suite exécutés, d’où le terme Renaissance fusillée (1920-1930). L'association littéraire Vaplite (Vilna Akademia Proletarskoï LITEratoury, Académie libre de littérature prolétarienne, 1925-1928) est dissoute.

### Période soviétique (1930-1960)
Objet de censure drastique, la littérature ukrainienne dite « soviétique » existe néanmoins et bénéficie même d'un appui de l’État, tant qu’elle reste dans des limites idéologiques imposées par le gouvernement.
Grande Guerre patriotique (1941-1945, réalisme socialiste et russification constituent durablement l'arrière-plan idéologique, intellectuel et littéraire : histoire de l'Ukraine pendant la Seconde Guerre mondiale, Reichskommissariat Ukraine, collaboration en Ukraine durant la Seconde Guerre mondiale, police auxiliaire ukrainienne...

### Soixantards
À l'occasion du « dégel » khrouchtchévien apparaît une nouvelle vague d'écrivains, les « soixantards », qui s'éloignent des canons du réalisme socialiste. Parmi les plus notables, on cite les poètes Hryhory Tchoubaï, Vassyl Barka (1908-2003), le prosateur Youry Chtcherbak (1934-). 
Après Khrouchtchev, dès 1964, nombre d'entre eux sont à l'origine du mouvement pour la défense des droits de l'homme, dit le mouvement dissident et diffusent leurs œuvres par le truchement du samvydav (en russe : samizdat).
- Ivan Svitlytchny (1929-1992)
- Lina Kostenko (1930-), écrivaine, poétesse
- Ivan Dziouba (1931-2022), critique littéraire
- Ivan Dratch (1936-2018), poète
- Mykola Vinhranovsky (1936-2004), poète, acteur, réalisateur
- Vassyl Stous (1938-1985), poète, journaliste
- Ihor Kalynets (1939-), poète

### Après 1991
Après la chute de l’URSS et l’indépendance de l’Ukraine, la littérature ukrainienne connaît une nouvelle renaissance, limitée par la crise économique et par la russification des grandes villes de l’Est de l’Ukraine.
Parmi les écrivains modernes les plus connus :  Ivan Dratch (1936-2018), Valéri Chevtchouk (1939-), Natalka Bilotserkivets (1954-), Maria Matios (1959-), Iouri Androukhovytch (1960-), Oksana Zaboujko (1960-), Viktor Neborak (1961-), Oleksandr Irvanets (1961-), Ihor Pavliouk (1967-), Serhiy Jadan (1974-), Andreï Kourkov (1961-)...
- Littérature ukrainienne contemporaine

Yevgenia Belorusets (1980-) née à Kiev, écrit et photographie, vit entre Berlin et Kiev et évoque dans ses récits de fiction, ses chroniques et son journal intime la vie quotidienne pendant la guerre du Donbass à partir de 2014 puis l'invasion russe de 2022.

## Théâtre
- Théâtre en Ukraine
  - Skomorokh, saltimbanques de l'époque de la Rus' de Kiev, skomorochina (ru)
  - Théâtre dramatique national de Kharkiv
  - Théâtre du discours ukrainien (1864-1924), premier théâtre professionnel ukrainien
  - Musée du cinéma de la musique et du théâtre d'Ukraine à Kiev
- Dramaturges ukrainiens (> 120, dans la version russe)
- Pièces de théâtre ukrainiennes
- Théâtre ukrainien (rubriques)
- GogolFest, festival annuel d'arts de scène à Kiev

## Œuvres
- Romans ukrainiens
- Liste d'encyclopédies ukrainiennes (en)
- Le Dit de la campagne d'Igor
- Peresopnytske Yevanheliie (Évangéliaire de Peresopnytsia, 1556-1561) : Peresopnytsia Gospel (en)

## Auteurs
- Liste alphabétique d'écrivains de langue ukrainienne
- Liste chronologique d'écrivains de langue ukrainienne
- Poètes ukrainiens
- Écrivains ukrainiens
- Écrivains ukrainiens par genre
- Liste de poètes de langue ukrainienne (de) (par année de naissance)

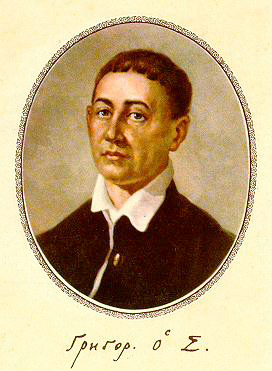
Grigori Skovoroda (1722-1794)
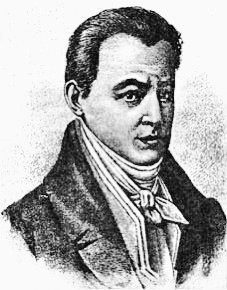
Ivan Kotlyarevsky (1769–1838)
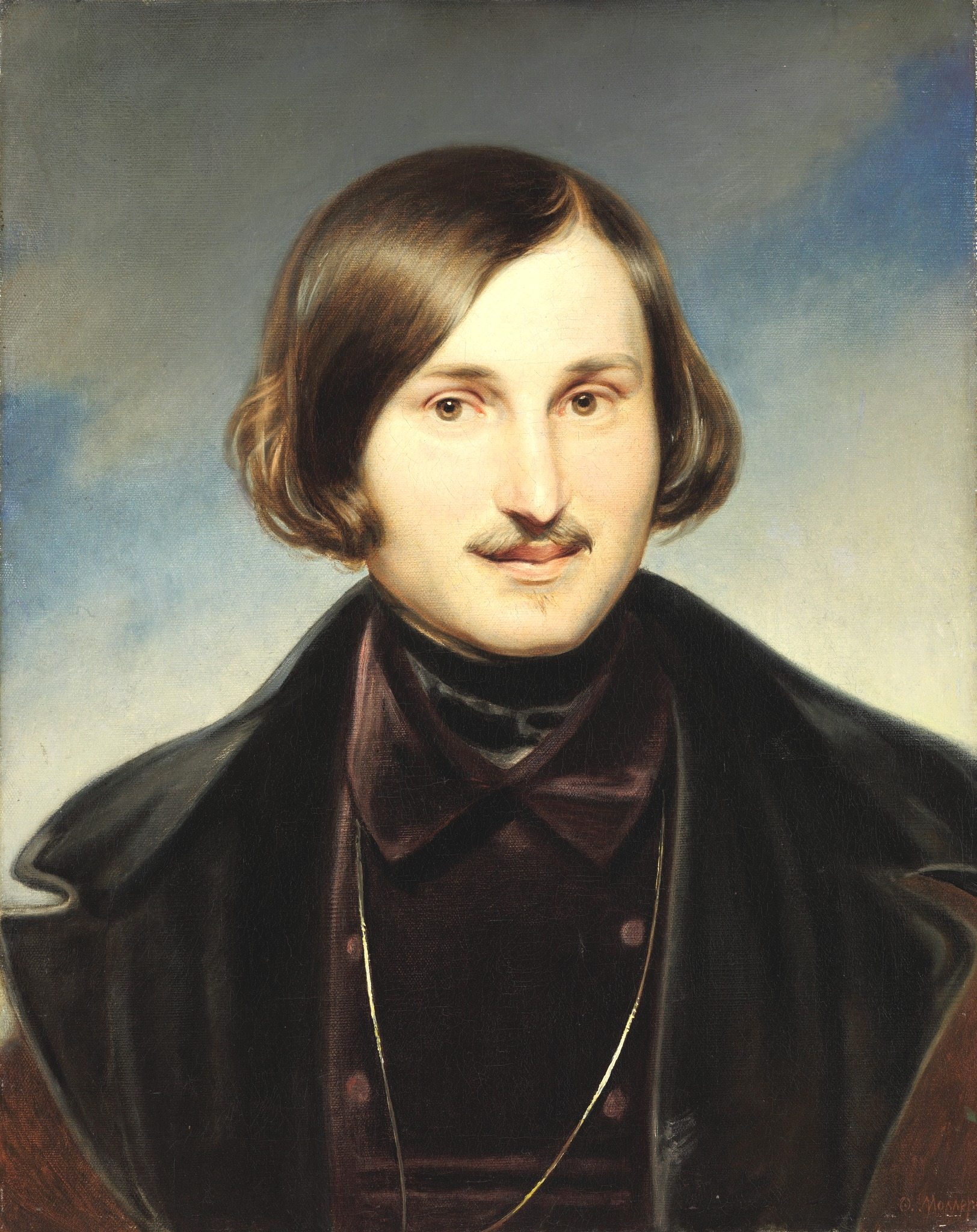
Nicolas Gogol (1809-1852)
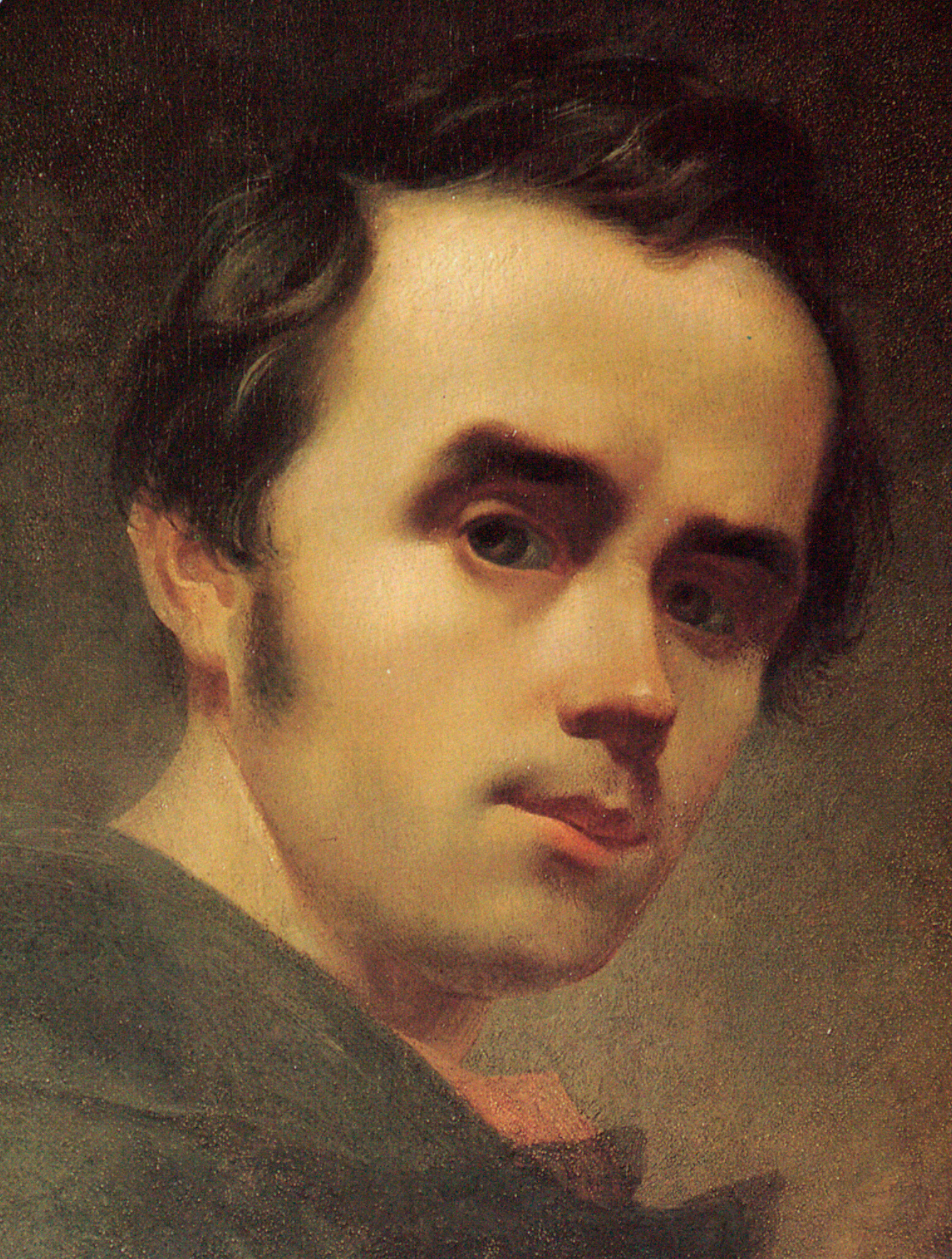
Taras Chevtchenko (1814–1861)
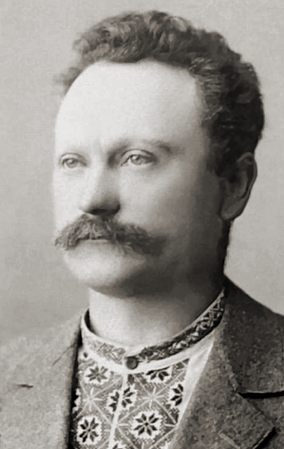
Ivan Franko (1856–1916)
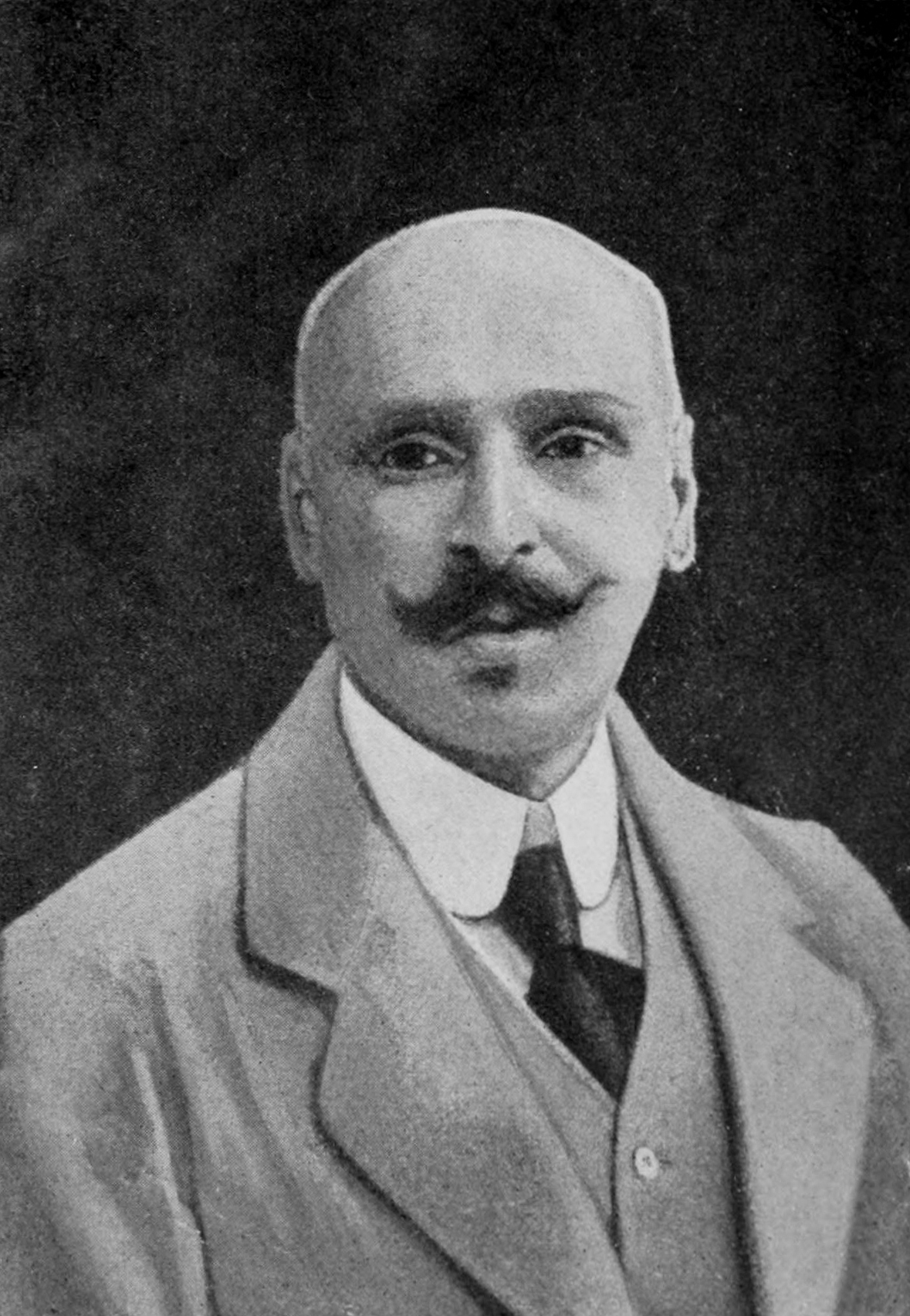
Mykhaïlo Kotsioubynsky (1864–1913)
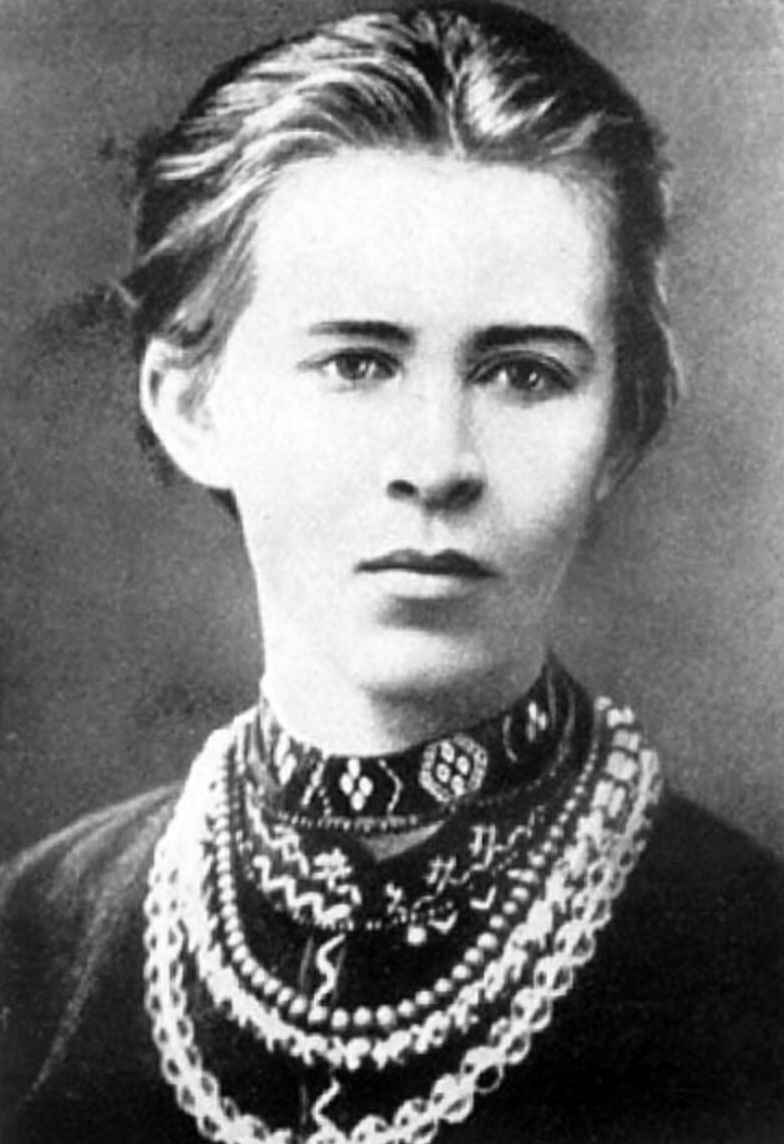
Lessia Oukraïnka (1871–1913)
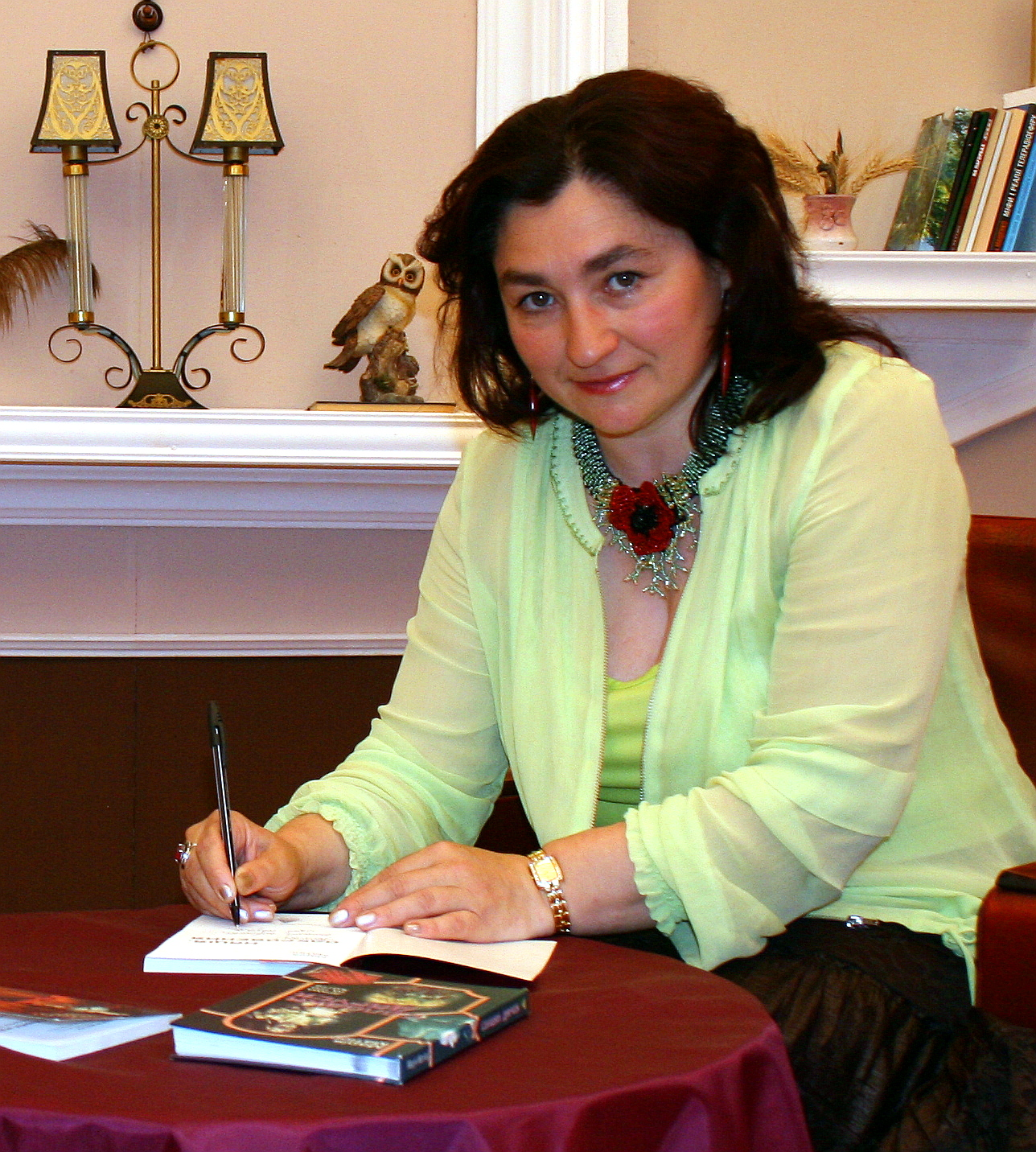
Maria Matios (1959-)
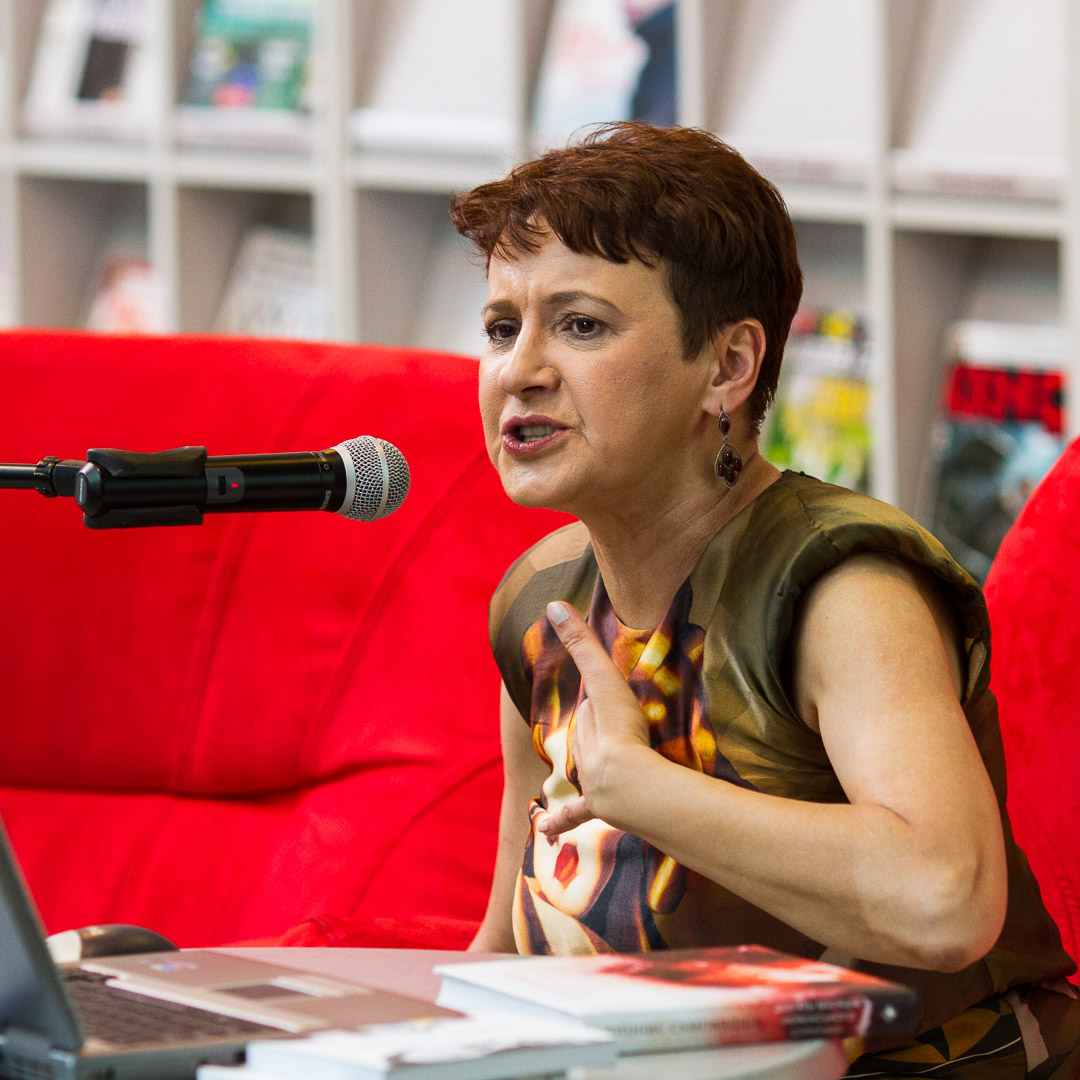
Oksana Zaboujko (1960-)
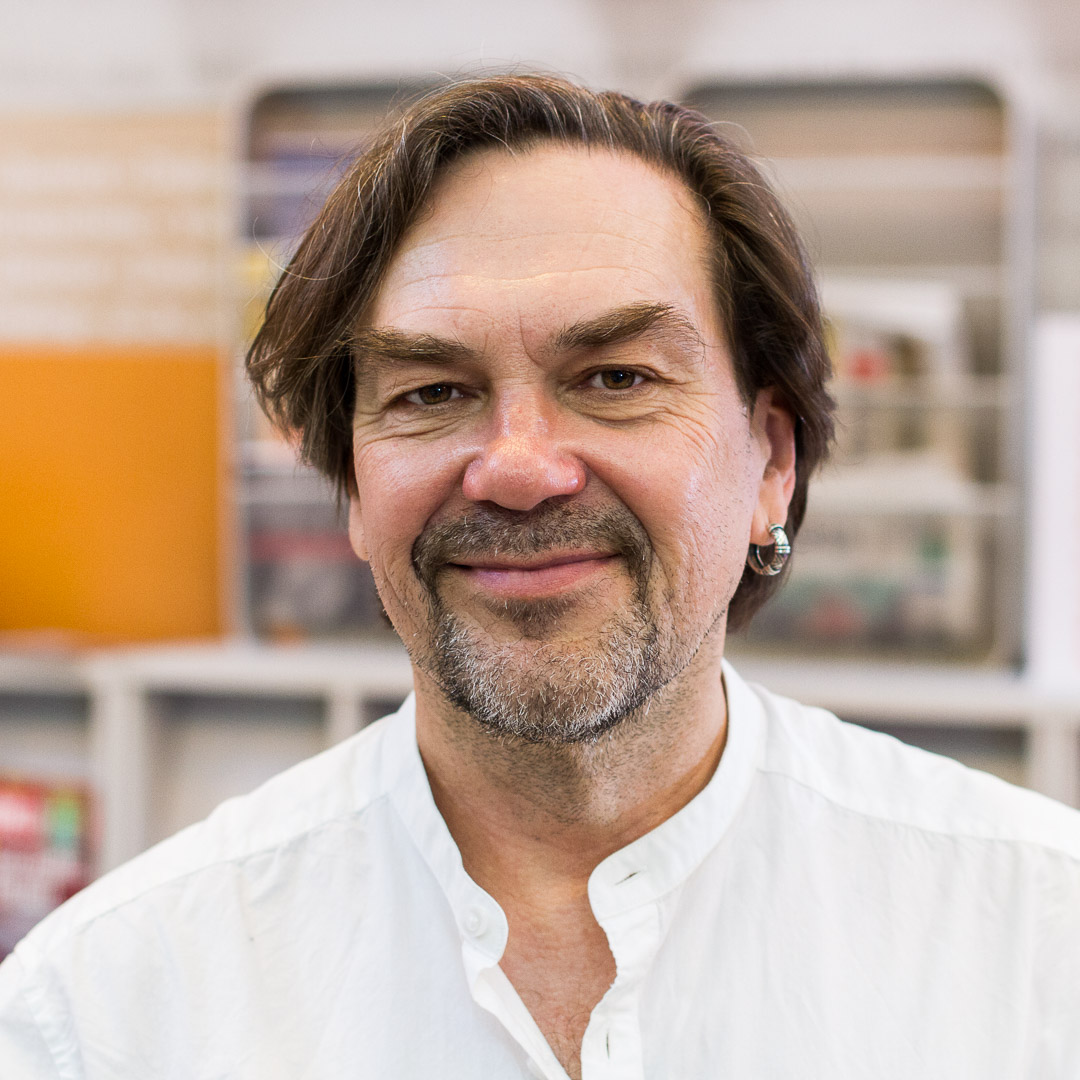
Iouri Androukhovytch (1960-)
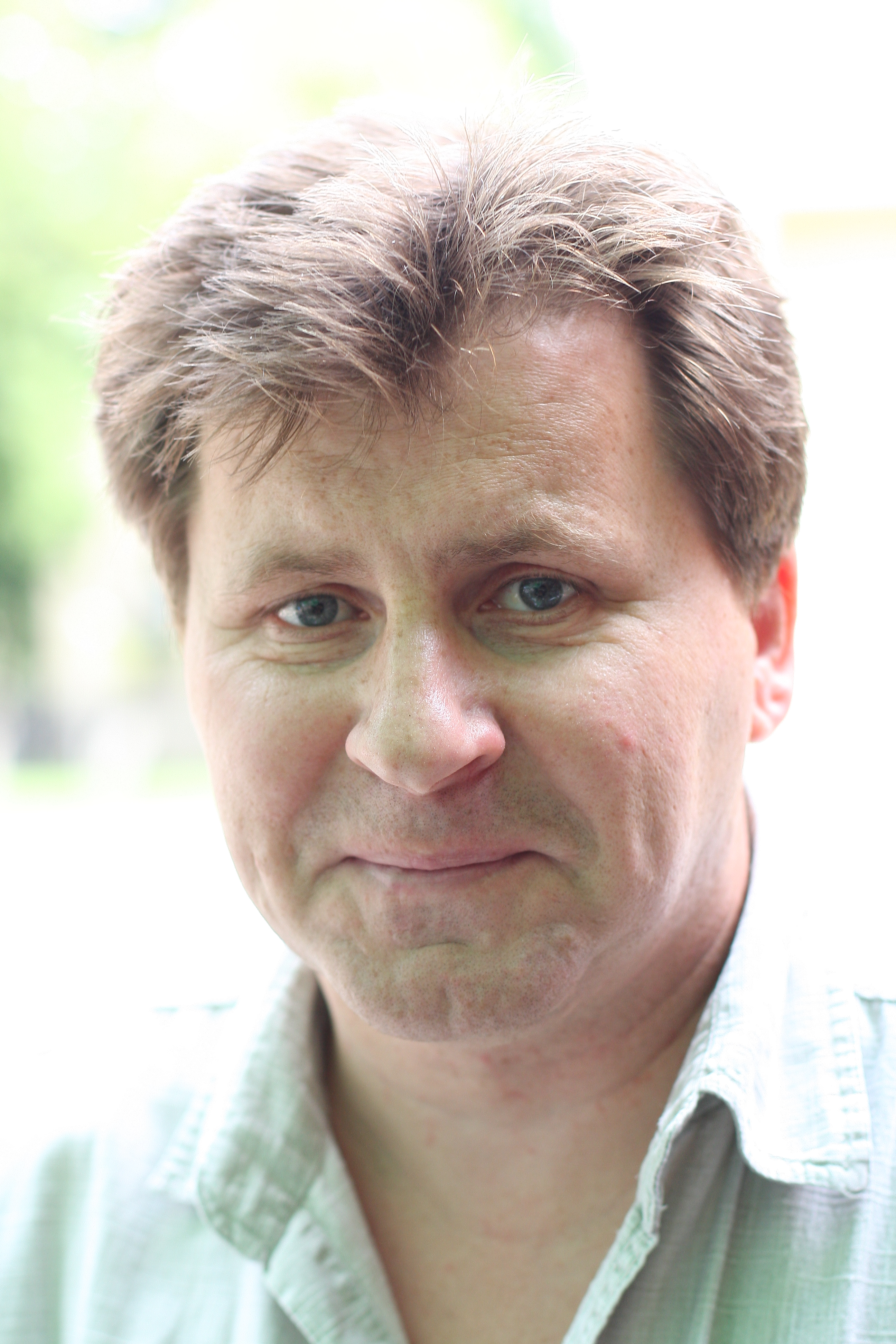
Ihor Pavliouk (1967-)
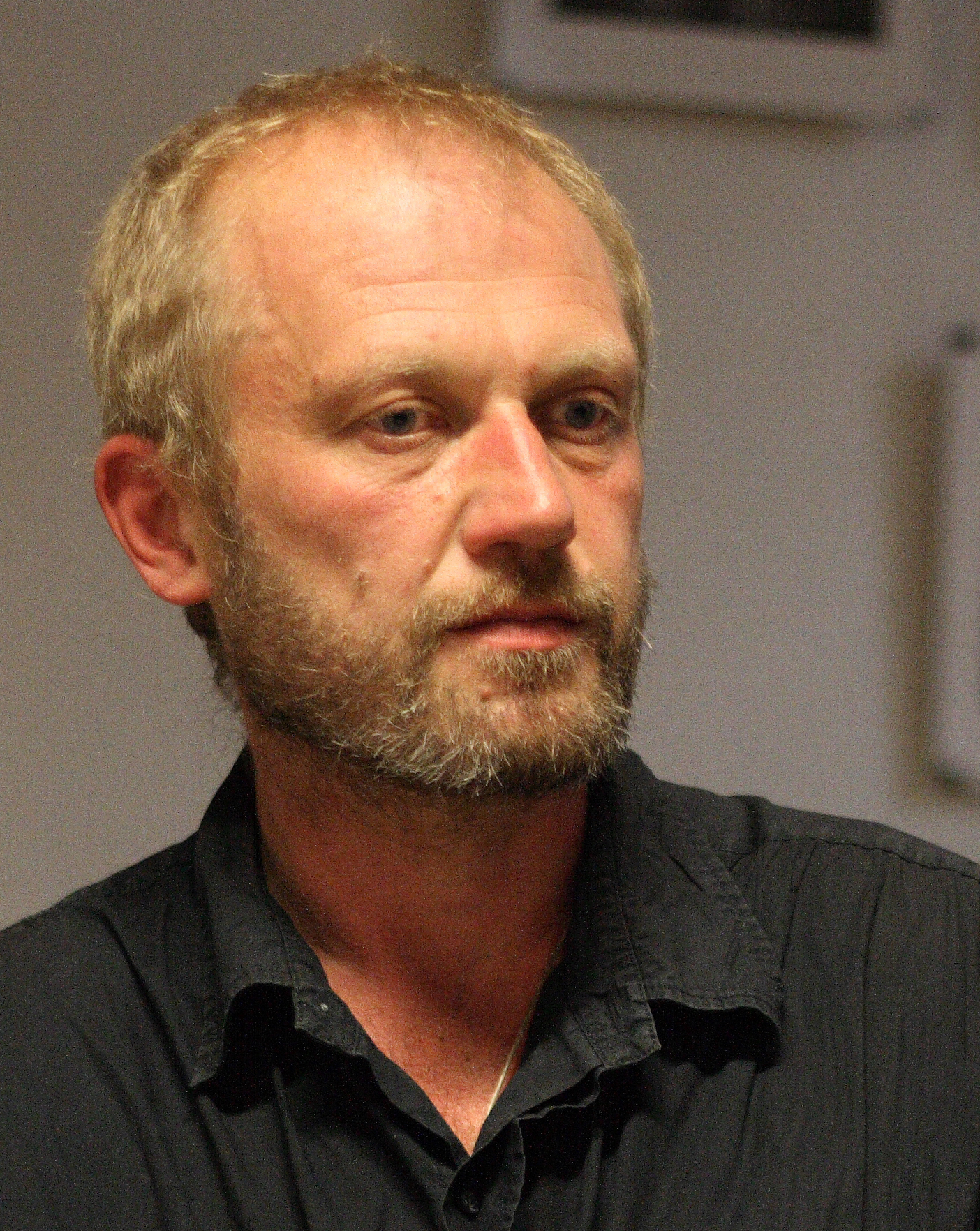
Taras Prokhasko (1968-)
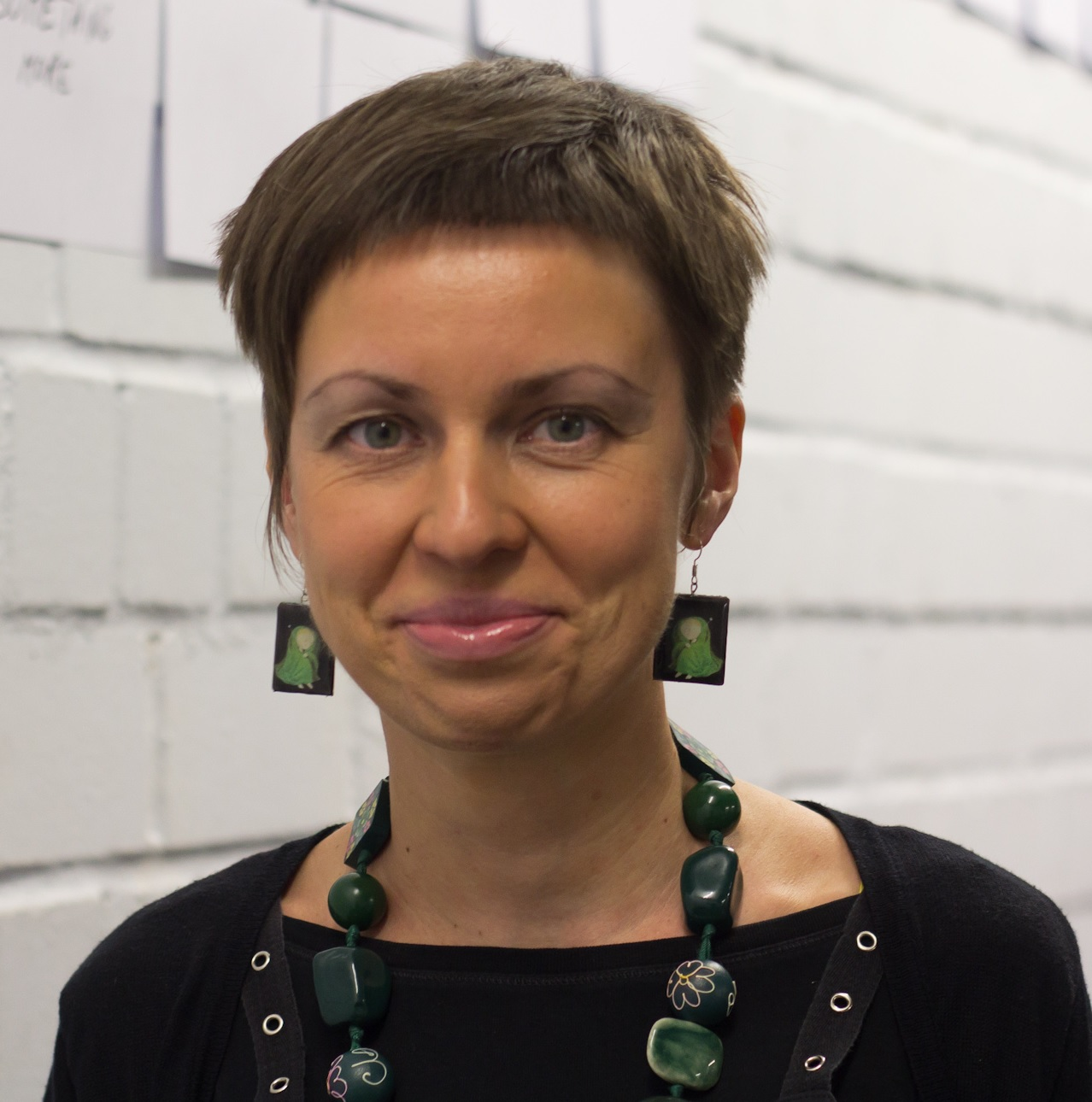
Natalia Sniadanko (1973-)
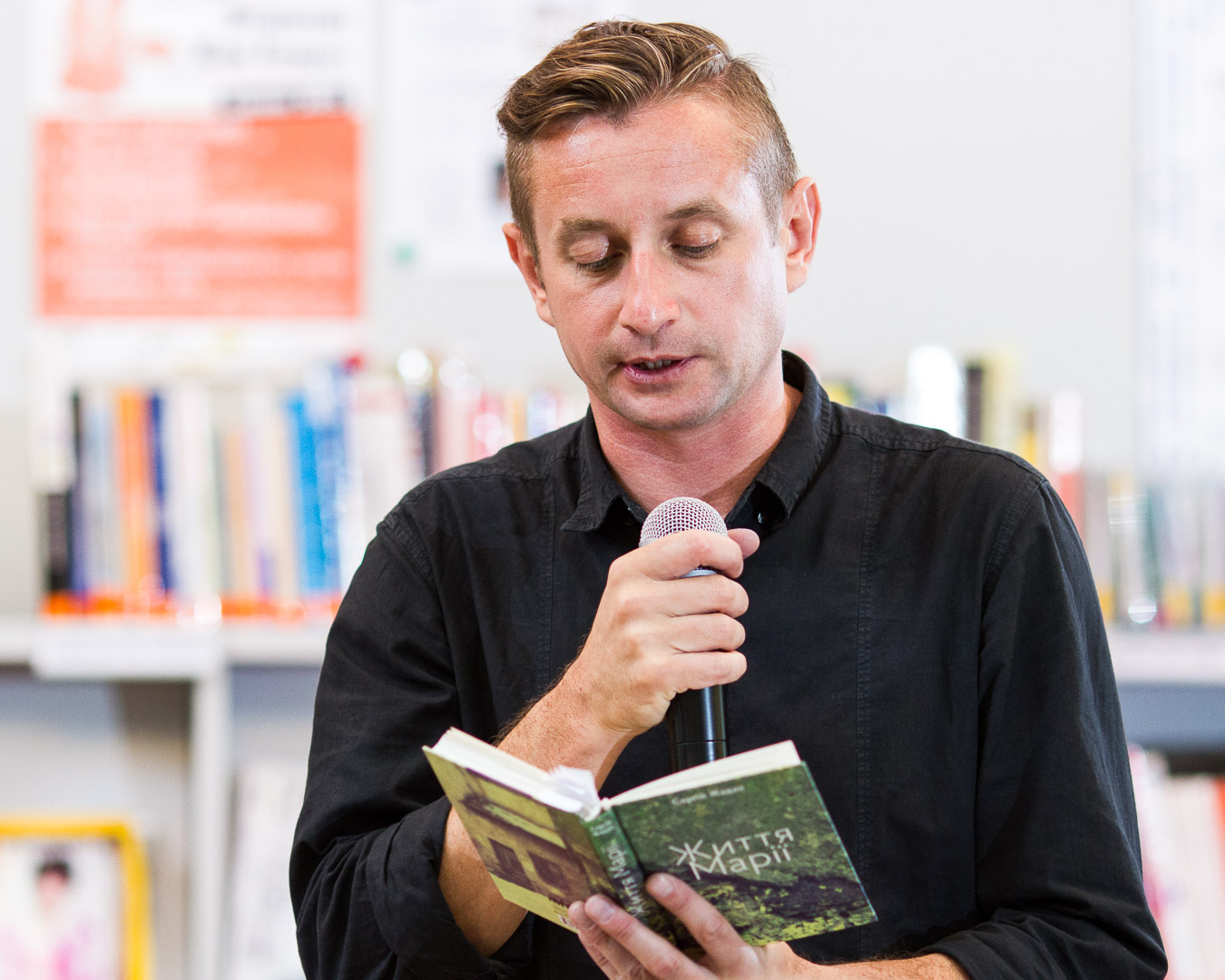
Serhiy Jadan (1974-)
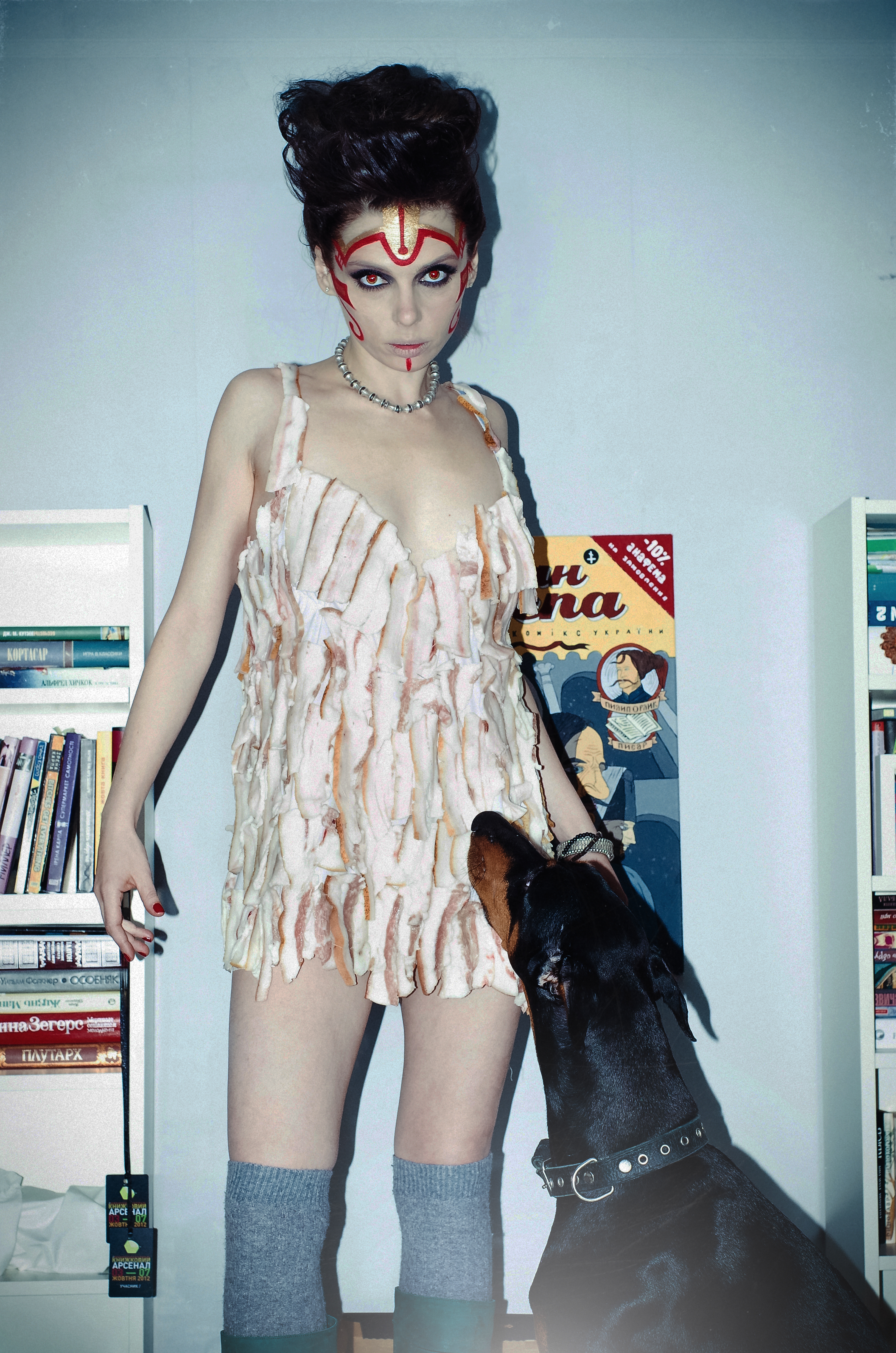
Irena Karpa (1980-)
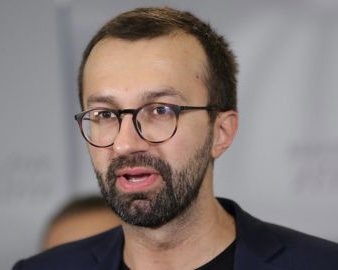
Serhiy Lechtchenko (1980-)
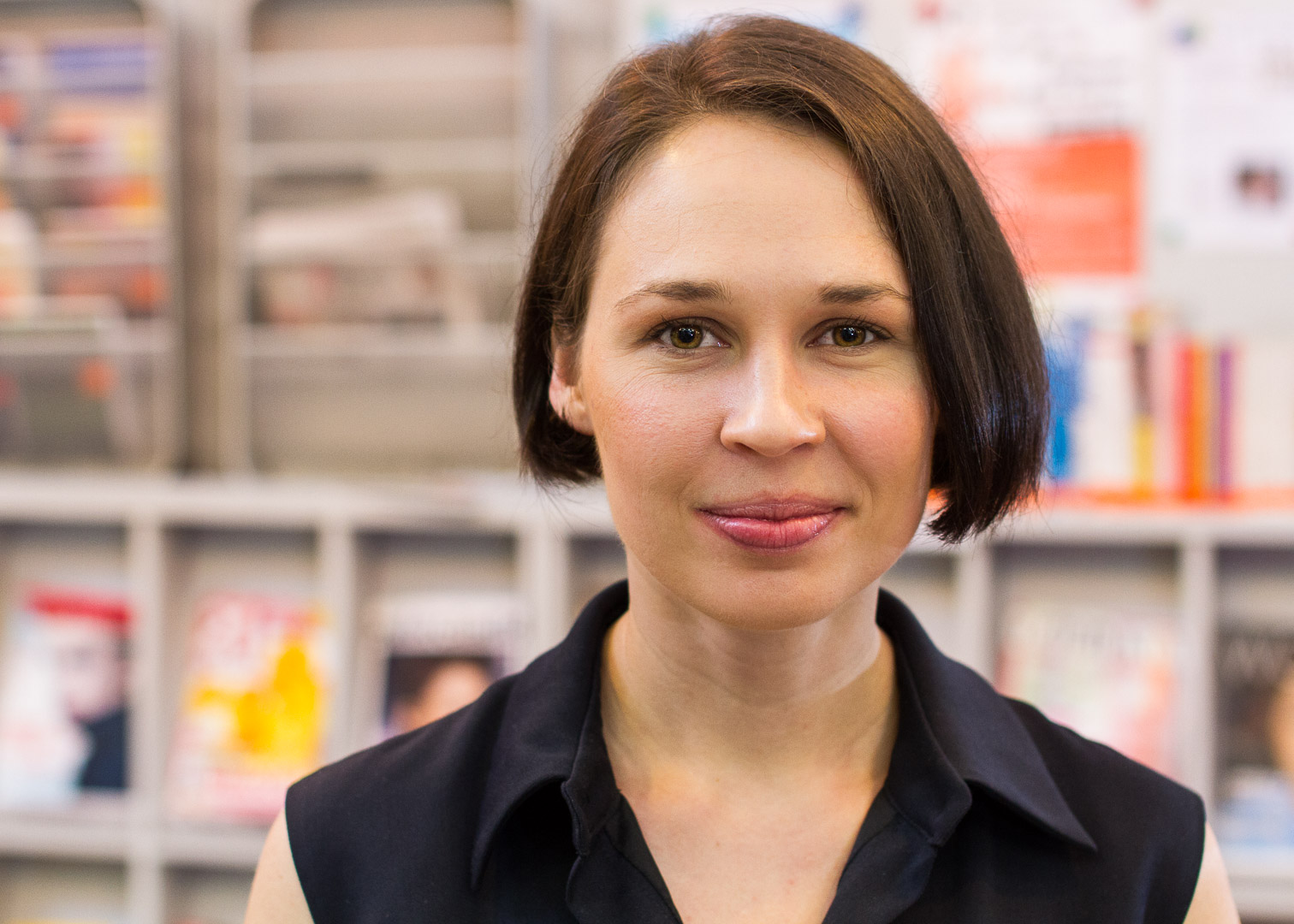
Sofia Androukhovytch (1982-)
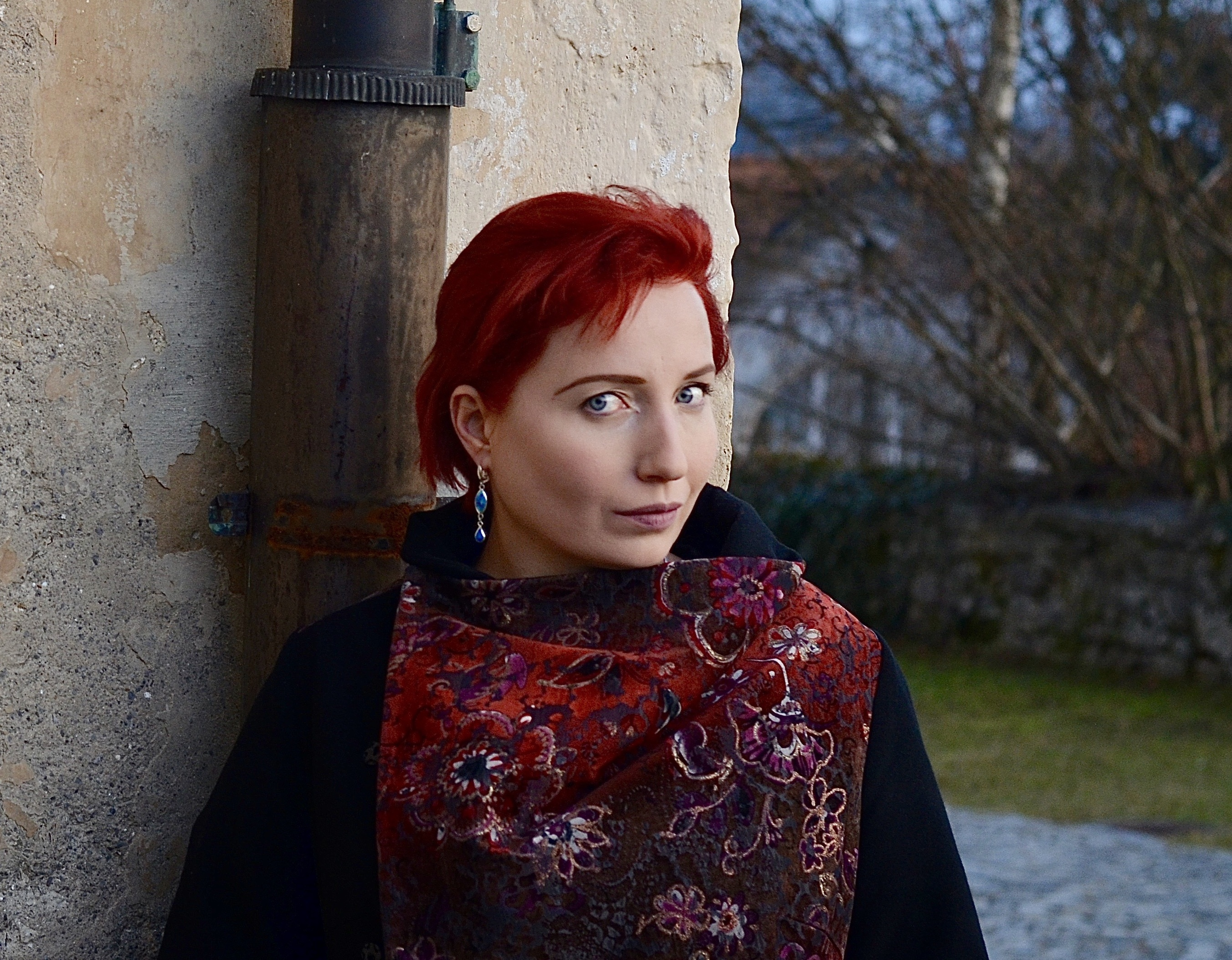
Kateryna Kalytko (1982-)

## Institutions
- Archives d'Ukraine
- Bibliothèque de l'université nationale de l'Académie Mohyla de Kiev
- Union nationale des écrivains d'Ukraine
- Forum du livre de Lviv
- Vsesvit (en) (1925), revue littéraire publiant des traductions exclusives de classiques littéraires internationaux, et des œuvres contemporaines
- Vaplite (Vilna Akademia Proletarskoï LITEratoury, Académie libre de littérature prolétarienne, 1925-1928)
- Izbornyk (en) (2001), projet de numérisation des principaux textes d'Ukraine antérieurs à 1800
- Bibliomist (en), programme de modernisation des bibliothèques ukrainiennes
- Institut ukrainien du livre (2016)
- Prix littéraires en Ukraine (uk)
  - Prix national Taras-Chevtchenko (depuis 1961) : lauréats du prix national Taras-Chevtchenko

## Diaspora
- Ivan Bagryany, Vasyl Barka, Yevhen Malanyuk, Ihor Kostetsky, Bohdan Boychuk, Viktor Domontovych, Ulas Samchuk, Yuriy Tarnavsky, Emma Andievska...